# Oneur-ui yeon-ae
Oneur-ui yeon-ae (오늘의 연애?; lett. "L'amore di oggi"), conosciuto anche con il titolo internazionale in lingua inglese Love Forecast (lett. "Previsioni d'amore") è un film del 2015 diretto da Park Jin-pyo.

## Trama
La meteorologa Kim Hyun-woo, estremamente posata e contenuta sul luogo di lavoro, diventa estremamente esuberante in compagnia dei conoscenti. Tra essi è presente Joon-soo, ragazzo che conosce da diciotto anni e che è segretamente innamorato di lei, pur essendo stato precedentemente respinto dalla ragazza; nel frattempo, la donna si barcamena con altri due pretendenti.

## Distribuzione
In Corea del Sud, la pellicola è stata distribuita da CJ Entertainment a partire dal 15 gennaio 2015.